# Giovanni Renosto
Giovanni Renosto (Treviso, 14 de noviembre de 1960) es un deportista italiano que compitió en ciclismo en las modalidades de pista, especialista en la prueba de medio fondo, y ruta.
Ganó dos medallas en el Campeonato Mundial de Ciclismo en Pista, oro en 1989 y bronce en 1986.
En carretera su mayor éxito es la victoria en una etapa del Giro de Italia 1981.

## Medallero internacional
| Campeonato Mundial | Campeonato Mundial                | Campeonato Mundial | Campeonato Mundial |
| Año                | Lugar                             | Medalla            | Competición        |
| ------------------ | --------------------------------- | ------------------ | ------------------ |
| 1986               | Colorado Springs (Estados Unidos) | Medalla de bronce  | Medio fondo (P)    |
| 1989               | Lyon (Francia)                    | Medalla de oro     | Medio fondo (P)    |